# Lička kapa
Lička kapa je odjevni predmet i važan kulturni simbol Like, dio je narodne nošnje.
Kapa ima oblik cilindra s ravnim vrhom u crvenoj boji, a sa strane je crne boje. Crne rese vise niz leđa.
Prema Supičiću i Ivančeviću, lička kapa je moderna verzija pokrivala za glavu korištenog još u vrijeme Japoda. Tijekom brončanog doba Japodi su upotrebljavali brončanu ploču kao podlogu kape koja je bila obložena tekstilom ili kožom i pričvršćena brončanim rubom. Slaveni su usvojili dio autohtone japodske kulture i odjeće poput kape. Od svih kratkih okruglih kapa, lička je najbliža onima koje vidimo na ilirskim brončanim ulomcima.
U Kordunu, dijelu Vojne krajine, austrijska vojna odjeća kasnije je postala dio narodne nošnje, no lička kapa je zamijenila austrijsku vojnu kapu. Lički hajduci nosili su je u borbama protiv Turaka.
Ima sličnosti s drugim dinarskim kapama, poput crnogorske i šibenske kape. Neke ličke kape imaju hrvatski grb na vrhu. Nose se uglavnom kao dio narodne nošnje.